# Oficina Comunitària de Varietats Vegetals
LOficina Comunitària de Varietats Vegetals (OCVV) és una agència de la Unió Europea (UE) que vetlla pels drets de la propietat intel·lectual de les obtencions vegetals.

## Història
Creada l'any 1994 pel Consell de la Unió Europea i ratificada posteriorment pel Parlament Europeu, la seva seu està ubicada a la ciutat francesa d'Angers.
El seu actual director executiu és Bart Kiewiet.

## Funcions
La seva tasca és administrar un sistema de drets de varietats vegetals, conegut amb el nom de "títol d'obtenció vegetal", una forma de drets de la propietat intel·lectual en relació amb les plantes. La OCVV funciona en relació, i de la mateixa manera, que l'Oficina d'Harmonització del Mercat Interior, concedint protecció de la propietat intel·lectual de les obtencions vegetals, un drets que són vàlids per un període d'entre 25 o 30 anys.